# Sangbad Pratidin
Sangbad Pratidin ("Nieuws elke dag") is een Bengaalse krant die wordt uitgegeven in Kolkata, West-Bengalen, in India. Het eerste nummer kwam uit op 9 augustus 1992. De krant is eigendom van de industrieel Swapan Sadhan Bose, die tevens voor All India Trinamool Congress lid is van het Indiase hogerhuis. De krant heeft verschillende edities: Kolkata, Barjora en Siliguri. In december 2010 had het dagblad een oplage van 306.337 exemplaren. Het geschatte aantal lezers is een miljoen.